# Uzebox
Die Uzebox ist eine stationäre Open-Source-Spielkonsole, die mit einer minimalistischen Hardware bestehend aus einem AVR-8-bit-Mikrocontroller (ATMEGA644) und einem RGB-to-NTSC-Konverter AD725 auskommt. Die resultierende Rechenleistung ist mit einem Nintendo Entertainment System vergleichbar.
Das Projekt wird von dem Kanadier Alec Bourque seit 2007 entwickelt. Ziel war es, eine möglichst einfache Hardwareplattform zu schaffen, die von Bastlern einfach nachgebaut werden kann. Zwischenzeitlich existieren verschiedene Hardwarevarianten für unterschiedliche Anwendungen und Regionen.

## Features

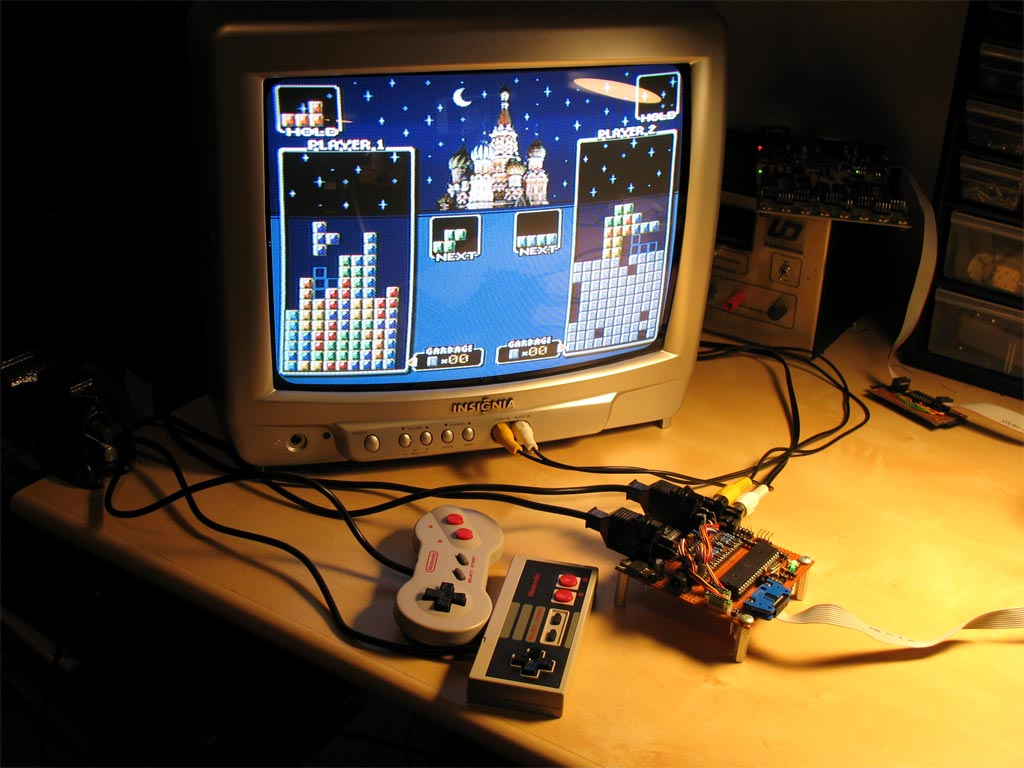
Uzebox-Leiterplatte verbunden mit einem Fernseher

- Spielkonsole mit minimaler Hardware und zu minimalen Kosten
- Interruptgetriebener Kernel: Sound und Videoerzeugung laufen im Hintergrund
- 256 Farben: Ausgabe über R-2R-Netzwerk
- 4 Kanal-PCM-Soundgenerator: 3 Wavetable-Kanäle und ein PCM-Kanal.
- Optionaler MIDI-Eingang: zum Komponieren eigener Musikstücke mit einem angeschlossenen MIDI-Sequencer
- SNES-Gamepads: Es können Standard-NES/SNES-Gamepads angeschlossen werden.
- SNES-Maus-Unterstützung
- SD/MicroSD-Kartenslot: Laden verschiedener Spiele von der SD-Karte via Gameloader (Bootloader)
- Erweiterbar: Für eigene Erweiterungen stehen I/O-Ports, eine UART und ein SPI-Interface zur Verfügung.
- Emulator: Für die Uzebox existiert ein voll funktionsfähiger Emulator für MAC & PC.
- API: Entwickler können auf eine gut dokumentierte API zurückgreifen, die verschiedene Videomodi unterstützt.
- OpenSource: Software und Hardware sind unter GPL lizenziert.

## Hardware-Spezifikation
- CPU: ATmega644-Mikrocontroller
- RAM: 4K
- Flash-Speicher: 64K
- Takt: 28.61818 MHz (übertaktet)

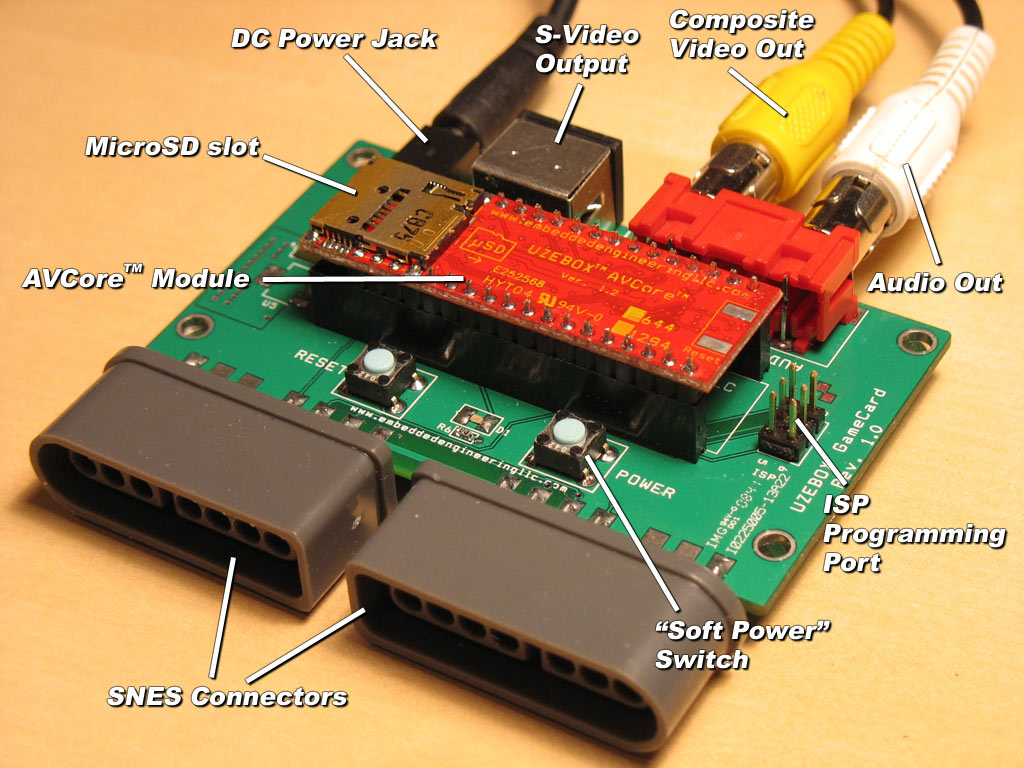
Uzebox AVCore

- Farben: 256 Farben (Rot: 3 bits, Grün: 3 bits, Blau: 2 bits)
- Videoausgang: NTSC FBAS, S-Video und SCART
- Sound: 8-bit Mono, ~ 15 kHz Samplefrequenz, Ausgabe via PWM
- Eingänge: 2× NES/SNES-kompatible Gamepads
- Externer Massenspeicher: SD/MicroSD
- Optionen: MIDI-in-Interface

## Spiele
Mittlerweile existieren über 60 Demos und Spiele. Vor allem wurden 8-Bit-Klassiker wie Arkanoid, Pac-Man oder Tetris auf diese Konsole portiert. Hier eine unvollständige Liste:
- Arkanoid
- B.C. Dash
- Boulderdash
- Chuckie Egg
- Corrida Nebososa
- Das Boot
- Donkey Kong
- Dr. Mario
- Frogger
- Lander
- Lode Runner
- Maze
- Megatris
- Memory
- Ninja Beatdown
- Pac-Man
- Pengo
- Pentago
- Pong
- Ruby Crush
- Snakes
- Sokoban
- Space Invaders
- Submarine
- Tetris
- Tron
- Uze Feud
- Uze Snakes
- Uzesweeper
- Whack-a-Mole
- Zombienator

## Verfügbare Bausätze und Fertiggeräte
Die erste kommerzielle Umsetzung erfolgte 2009 mit dem mittlerweile nicht mehr erhältlichen Fuzebox-Bausatz von Adafruit. Im Jahr 2010 folgte der AVCore, bestehend aus zwei vorbestückten und gebrauchsfertigen Leiterplatten. 2011 erschienen zwei weitere Bausätze – das Uzebox DIY Kit mit AV-Ausgang und das EUzebox DIY Kit mit SCART-Ausgang für den europäischen Markt. Die Uzebox Jamma aus dem Jahr 2012 ist die vorerst letzte Entwicklung und stellt eine Uzebox-kompatible Einsteckkarte für Spielautomaten mit einem sogenannten JAMMA-Interface dar.